# Ctenicera approximans
Ctenicera approximans là một loài bọ cánh cứng trong họ Elateridae. Loài này được Broun miêu tả khoa học năm 1912.